# Exercice TROPEX
L'exercice opérationnel de préparation au théâtre (TROPEX) est le plus grand exercice militaire inter-service de l'Inde impliquant tous les services des forces armées indiennes. L'exercice d'un mois est organisé annuellement tous les ans depuis 2015.

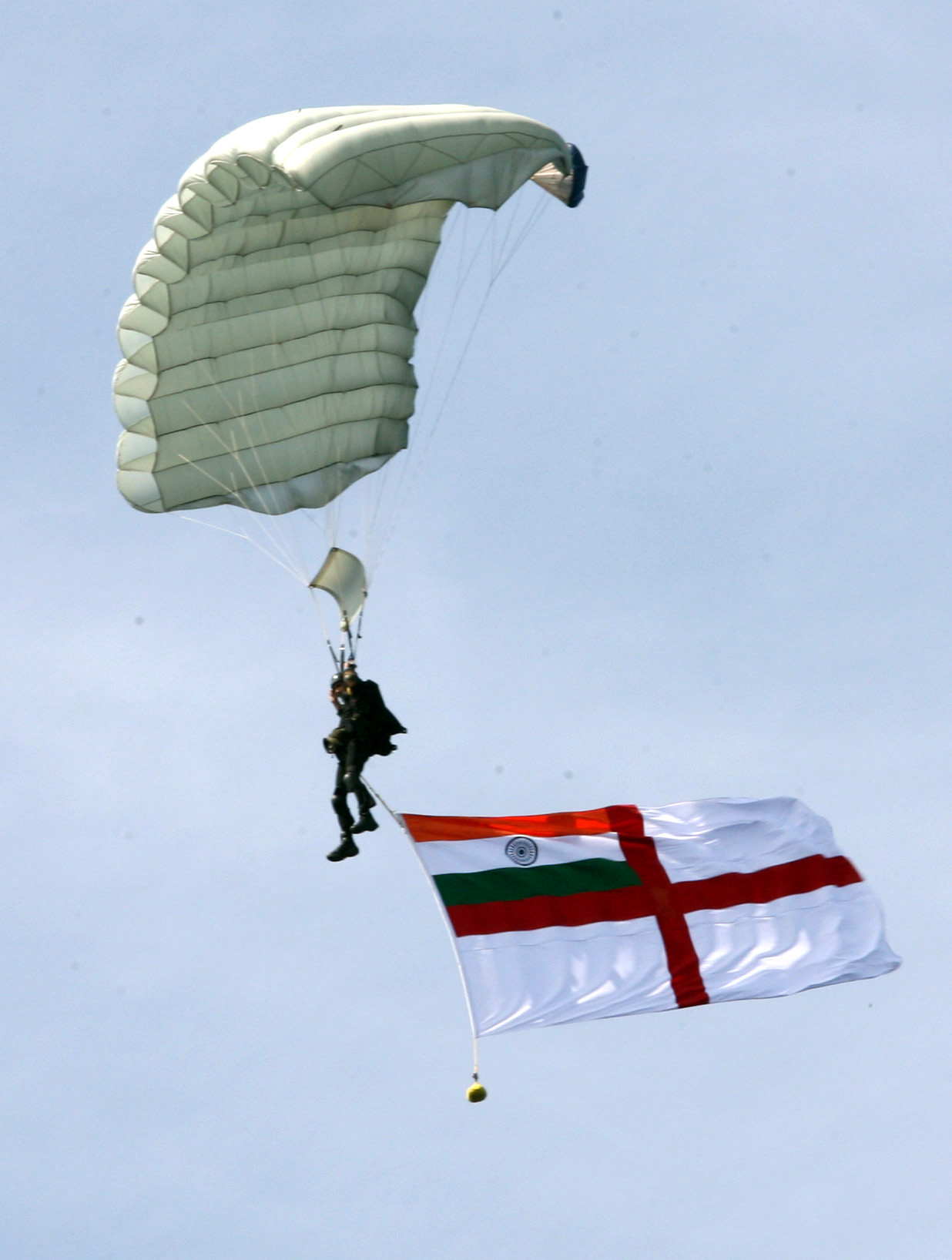
Un membre des Macros.